# محمد هراتی
محمد هراتی (۱۲۹۵ یزد - ۱۳۵۹ تهران) بازرگان، کارآفرین و سیاستمدار، متولد هرات از بخش‌های توابع یزد و مؤسس کارخانجات نساجی درخشان هراتی یزد و نماینده یزد در مجلس شورای ملی بود.
تحصیلات مقدماتی را در زادگاه خود گذراند و از جوانی در کنار پدر به کار تجارت مشغول شد. در زمستان ۱۳۲۵ش. در انتخابات دوره پانزدهم مجلس شورای ملی شرکت کرد و با دخالت و اعمال فشار علی‌اکبر موسوی‌زاده و احمد آرامش، وزیران کابینه قوام‌السلطنه به مجلس راه یافت. نمایندگی او در دوره شانزدهم مجلس شورای ملی با کشمکشهای زیادی از جمله ملی شدن صنعت نفت و قتل رزم‌آرا همراه بود. او یکی از دوستان نزدیک عباس شاکری حسین‌آباد بود.

## فعالیت‌ها
از فعالیت‌های محمد هراتی می‌توان به احداث ساختمان کتابخانه وزیری یزد و بیمارستان امیرالمؤمنین یزد اشاره کرد. وی در اسفندماه ۱۳۱۴ش. در اولین مجمع کارخانهٔ صنایع پشم ایران به عنوان مدیرعامل انتخاب شد. در ادامه به دلیل قروض کارخانه، هیئت مدیره تصمیم گرفت اخوان کازرونی را که بخش زیادی از سهام شرکت را خریده بودند به هیئت مدیره اضافه کند، در نتیجه در مجمع عمومی، هراتی به عنوان رئیس هیئت مدیره و نایب رئیس مدیرعامل انتخاب شد.

## بازداشت و اعدام
گفته شده است که هراتی در ۳۱ تیر ۱۳۵۹ توسط پلیس تهران بازداشت شد. بر اساس آنچه در روزنامه‌های آن زمان منتشر شده است، محمد هراتی به همراه ۹ تن دیگر، در دادگاه‌های مربوط به جرایم مواد مخدر، مورد محاکمه قرار گرفت. او متهم شده بود که عشترکده‌هایی را برای افراد ثروتمند تهیه کرده و با دربار پهلوی در ارتباط بوده و همین‌طور تعدادی از دختران جوان را معتاد نموده است. گفته شده است که دادگاه‌های جمهوری اسلامی در آن دوران، مخالفان خود را به اتهامات متعددی مورد بازداشت و محاکمه قرار می‌داد و از این رو نمی‌توان اتهامات وارده به او را ثابت دانست. با این حال، منابع آن دوران گزارش کرده‌اند که وی را به خاطر حمل ۲۴ کیلوگرم تریاک، به اعدام محکوم کرده‌اند. او در دادگاهی به ریاست خلخالی به اعدام محکوم شد. اعدام او در تاریخ ۱ مرداد ۱۳۵۹ اجرا شد.